# Ackerwinkel 2, 3 (Hötensleben)

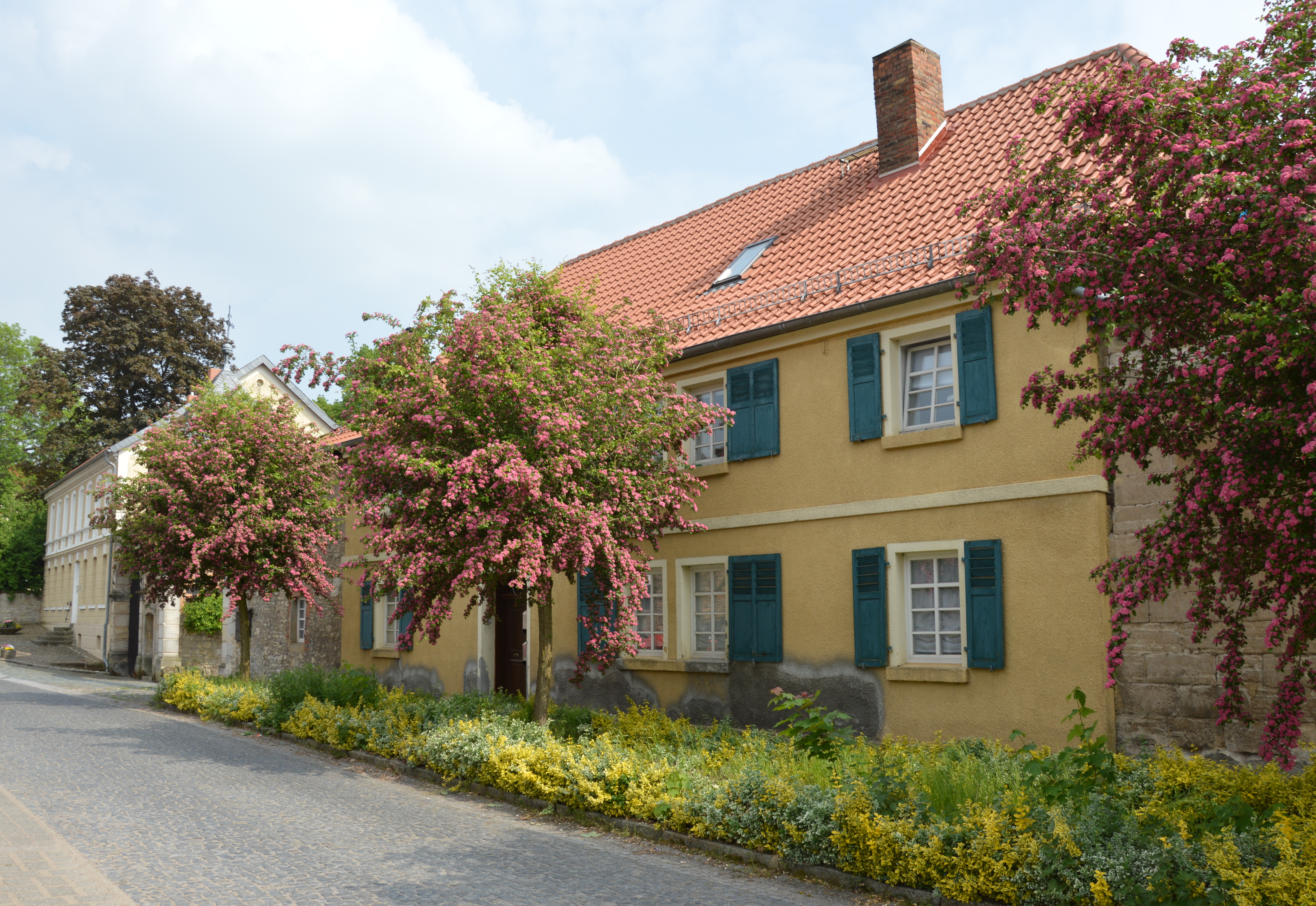
Ackerwinkel 2, 3, Blick von Westen

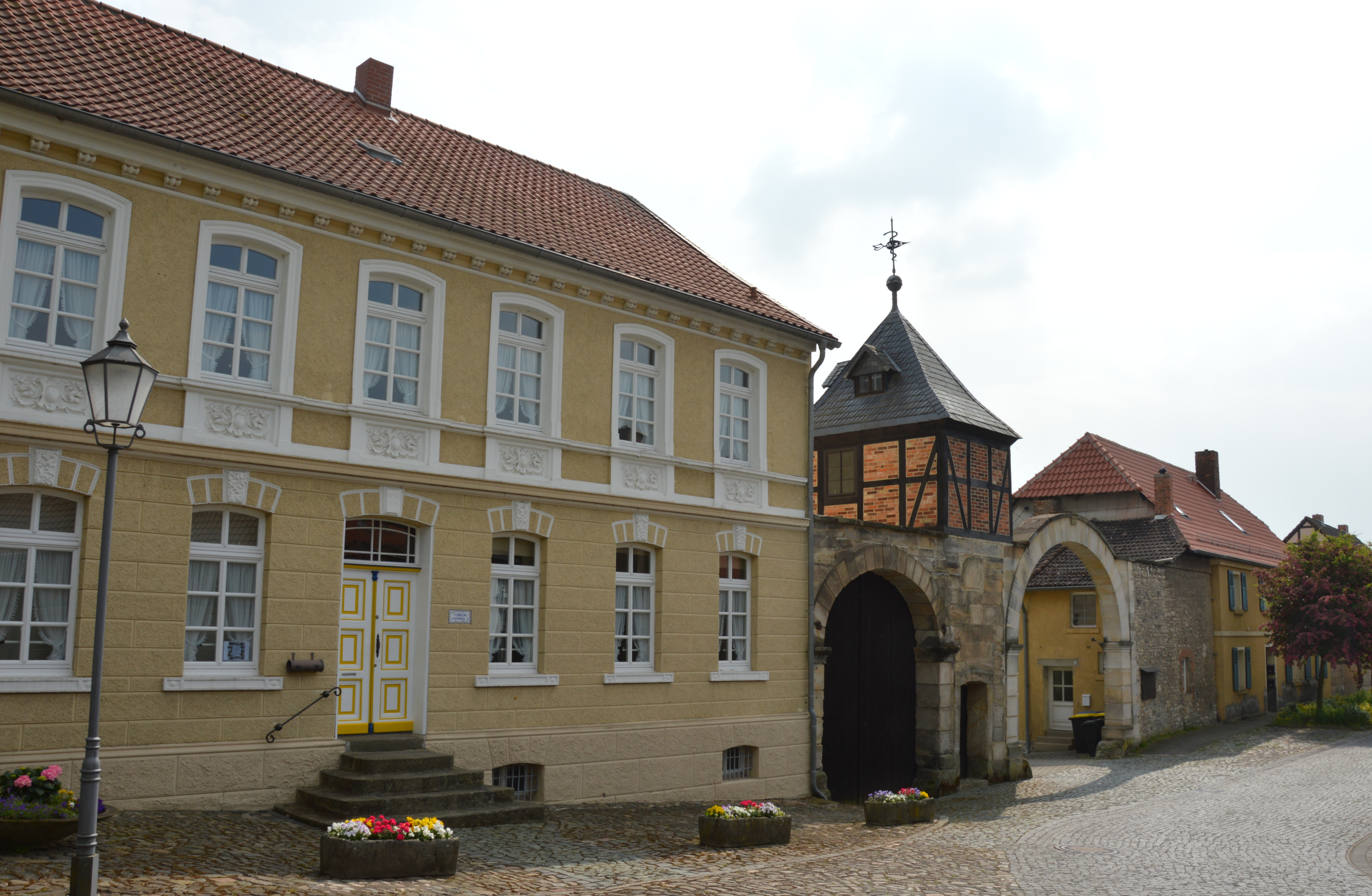
Blick von Osten

Ackerwinkel 2, 3 ist die im örtlichen Denkmalverzeichnis eingetragene Bezeichnung für einen denkmalgeschützten Straßenzug in Hötensleben in Sachsen-Anhalt.

## Lage
Der Straßenzug befindet sich im Ortszentrum von Hötensleben, westlich der Sankt-Bartholomäus-Kirche.

## Geschichte und Architektur
Die überwiegend geschlossene Straßenzeile besteht aus großen, für den Ort typischen Bauernhöfen. Besonders bemerkenswert ist das repräsentative Wohnhaus des Grundstücks Ackerwinkel 2. Ursprünglich befand es sich im Eigentum des Halbspänners Andreas Siegmund Stiemerling.
Im Denkmalverzeichnis ist die Straßenzeile unter der Erfassungsnummer 094 55886 als Denkmalbereich verzeichnet.